# Région autonome de Shinmin
La région autonome de Shinmin, ou Sinminbu (hangeul : 신민부 ; hanja : 新民 府), est une ancienne zone d'auto-gouvernement par les anarchistes coréens entre 1929 et 1931. Elle s'oppose militairement à l'invasion japonaise et aux forces soviétiques, permettant l'instauration d'une société sans État en Mandchourie, sur un territoire équivalent à un tiers de la France[non neutre],.
Shinmin consistait en une structure fédérale et décentralisée, basée sur des conseils de village, de district et de région. Ces organes coopératifs décidaient en matière d'agriculture, d'éducation, de finances et d'autres questions vitales.

## Contexte
En 1910, le Japon annexe la Corée. L'occupant pille la péninsule, réprime toute contestation. Le soulèvement en mars 1919 - auquel participent les anarchistes - est écrasé dans le sang. En 1923, le Manifeste de la révolution coréenne consacre la naissance de l'anarchisme coréen. En 1924, la Fédération Anarchiste Coréenne de Chine (FACC) voit le jour. Les anarchistes coréens sont particulièrement actifs en Mandchourie.
À l'époque cette région ne compte aucune administration centralisée. Elle est partagée entre seigneurs de guerre chinois et fractions d'armée coréenne. Le territoire forme ainsi le principal bloc de résistance face à l'impérialisme nippon.
Le relief est montagneux - bien que l'on compte quelques vastes plaines. L'Armée du Nord, commandée par Kim Jwa-jin, libère des zones propices à l'instauration de la commune.
Dès 1925, trois grandes préfectures militaires s'établissent. Il s'agit de Junguibu, Chamuibu - et plus à l'est - Shinminbu. Cette dernière, dont le nom signifie « nouvelle société populaire », est fondée en 1925. Quatre ans plus tard, elle fusionne avec le projet révolutionnaire des anarchistes.

## Débuts (1927), projet révolutionnaire et réunion de Mujidang
Dès 1927, la FACC envisage sérieusement l'instauration d'un projet révolutionnaire social en Mandchourie. C'est dans cette perspective que des militants sont envoyés, en juin, dans la province du Fujian, au Centre d'entraînement populaire de Chuang Yuang. Cette expédition est une préparation à la guérilla en zone rurale. Lee Eul-kyu, anarchiste de premier plan, en fait partie. À son retour à Shanghai, il sera rapidement rappelé par Kim Jong-jin. Celui-ci lui enjoint de le rejoindre dans la préfecture de Shinmin, avec d'autres militants tels que Yu rim ou Yi Hoeyeong. Kim Jong-jin, qui s'installe dans la préfecture en octobre à la demande de la Fédération, envisage une réunion avec « Baekya » (Kim Jwa-jin), afin d'élaborer un plan de défense.
Cette réunion aura lieu le mois même, dans une gare à l'est de la Mandchourie - dans la localité de Mujidang, (actuelle province de Heilongjiang). On y décide des propositions qu'on soumettrait aux communautés paysannes, et autres forces sociales de la préfecture. La Mandchourie est en effet un pays rural, où seules 40 000 personnes vivent groupées dans des localités de l'est. Le reste, soit près de 95 % de la population, vit dans les champs.
« Ce ne seront pas seulement les groupes de villageois mais aussi les paysans dispersés associés à l'organisme qui devraient s'établir sur les terres de manière transitoire jusqu'à ce que la structure d'entraide achève de les assimiler. Cette solidarité permettra aux personnes de résister aux persécutions des seigneurs de la terre chinois et aux puissants clans. Ils sortiront de l'actuelle pauvreté en accédant à l'indépendance économique. Cette ferme et systémique unité ne peut se rompre ou se dissoudre. Ce système économique aux intérêts et dans le mode de vie doit permettre à chacun de ses membres de développer ses capacités individuelles et créatives. Pour cela, la formation du paysan sera menée à bien pour améliorer sa vie, orienter ses occupations et faciliter l'unification de l'agriculture. De cette façon, le peuple coréen de Mandchourie obtiendra une existence stable et un pouvoir économique grâce à ce nouveau système pour la paysannerie. Il permettra d'organiser la lutte contre le Japon et sa force économique pourra l'appuyer financièrement »,

### Projet éducatif
Le système devait mettre l'accent sur les choses pratiques de la vie et du quotidien, ainsi que sur la solidarité et la participation à la vie collective. Il se divisait en deux niveaux :
- L'« éducation primaire », d'une durée de quatre ans. Elle s'adressera à tout enfant entre huit et douze ans.
- L'« éducation secondaire » , d'une durée de six ans. Elle s'adressera aux jeunes et aux adolescents. Élèves et enseignants vivront dans une salle commune. Ensemble, ils cultiveront des fermes expérimentales pour être autosuffisants en alimentation. Les techniques telles que la ferronnerie, la menuiserie, des travaux d'ingénierie, de construction et de maçonnerie leur seront enseignées. On insistera sur un enseignement pratique ainsi que scientifique en lien avec l'agriculture et un apprentissage professionnel. Un équilibre devra être trouvé entre travail rural et exploitation forestière. Durant les vacances d'hiver, les étudiants recevront une formation semi-militaire dispensée par les paysans, afin d'être aptes à la lutte armée contre les troupes japonaises.

Ensuite, le programme comprenait des cours pour adultes, d'une formation culturelle jusqu'à la préparation militaire. Le tout, de sorte qu'elles soient adaptées aux différentes tranches d'âge.
- L'éducation pour adultes. Cette éducation sera destinée aux jeunes et aux hommes de 18 à 30 ans. Les matières développées seront l'amélioration du cadre de vie, l'orientation des loisirs, des débats sur le sens commun et l'entraînement militaire. En période de paix, les agriculteurs s'entraîneront pour la lutte, sans préparation trop intensive, afin de constituer une armée de réserve.
- Débats culturels. Tous les habitants participeront à des débats culturels qui seront organisés périodiquement afin d'inspirer un esprit d'indépendance et de pratiquer une vie rationnelle et scientifique. Cela contribuera à l'armement mental des individus.

Enfin, ce programme incluait un entraînement militaire, afin de constituer les corps de guérilleros défendant la Commune :
« Une formation militaire à court terme d'un an sera conduite pour les meilleurs élèves des écoles secondaires, afin de les convertir en personnel militaire », .
Ce plan éducatif fut ébauché par Lee Kang-hun, membre de la Fédération anarchiste. Il naît en 1903 à Gimhwa (province de Gangwon, Corée). Dans la seconde moitié des années 1920, Lee s'établit à Mishan, à la frontière de l'URSS (actuelle province de Heilongjiang). À partir de 1927, il sera une des figures centrales de la Commune. Dans le cadre d'élaboration de ce programme, il collabore étroitement avec Baek Jeong-gi et Won Shim-chang - tous deux membres de la Fédération anarchiste, avec lesquels il restera en contact après la chute de Shinmin,.

## Association du Peuple Coréen en Mandchourie (APCM)
Les débats durèrent deux ans. Le 21 juillet 1929, l'APCM fut formellement proclamée à Hailin. Elle mit en place des départements exécutifs chargés de l'agriculture, de l'éducation, de la propagande, des finances, des affaires militaires, de la santé sociale, de la jeunesse et des affaires générales. Cette structure était composée de délégués de chaque région et district. Les délégués à tous les niveaux étaient des ouvriers ordinaires et des paysans qui percevaient un salaire minimum, n'avaient pas de privilèges spéciaux et étaient soumis aux décisions prises par les organes qui les mandataient, y compris les coopératives.
Shinmin fonctionnait sur un modèle fédéral, qui allait de réunions de village aux conférences régionales. Il fut estimé que la situation de guerre rendait impossible l'application immédiate du principe « du bas vers le haut ». L'APCM nomma les états-majors. Des équipes d'organisation et de propagande furent ensuite envoyées en campagne pour obtenir la création d'assemblées et de comités villageois.
En écho aux zapatistes de la révolution mexicaine, les « Mandchous » opéraient presque exclusivement dans les zones rurales et les villes relativement petites. Les femmes s'illustrèrent en tant qu'agitatrices et trafiquantes d'armes. Dans un village, un moulin à riz fut bâti pour permettre à la coopérative locale de ne plus dépendre des marchands. C'est là que le 24 janvier 1930, Kim Jwa-Jin fut assassiné. Le 11 juillet 1931, Kim Jwa-jin connut un sort similaire. Dès le départ, la commune était dans un isolement extrême. Les infiltrations se multiplièrent. À l'été 1931, de nombreux leaders étaient déjà supprimés. La situation devenait intenable. Shinmin luttait sur deux fronts et retomba dans la clandestinité. Cependant, beaucoup continuèrent à se battre aux côtés des Chinois contre l'occupation japonaise. Certaines unités de guérilla ont même survécu à la guerre.
La révolution mandchoue fut peu étudiée, pour ne pas dire oubliée,

### District autonome de Fukien
Dans la province de Fukien, dans le sud de la Chine, de l'autre côté du détroit de Formose - sous influence japonaise-, les membres de la FACC ont participé au Centre de formation du peuple de Chuan Yung, une initiative visant à établir un district autonome à Fukien imitant Shinmin. Ils ont ensuite été impliqués dans des tentatives de formation d'une milice paysanne et de communes rurales dans la région. Mais au nord, la révolution mandchoue a été détruite par l'invasion japonaise de la Mandchourie en 1931, et la FACC et la Fédération Anarchiste Coréenne en Mandchourie (FACM ) ont été contraintes de combattre en arrière-garde dans le sud de la Chine, où ils ont poursuivi la lutte armée contre le Japon impérial aux côtés de leurs camarades chinois, jusqu'à la défaite du Japon en 1945.